# Contenidor
|  | Per a altres significats, vegeu «Contenidor (desambiguació)». |

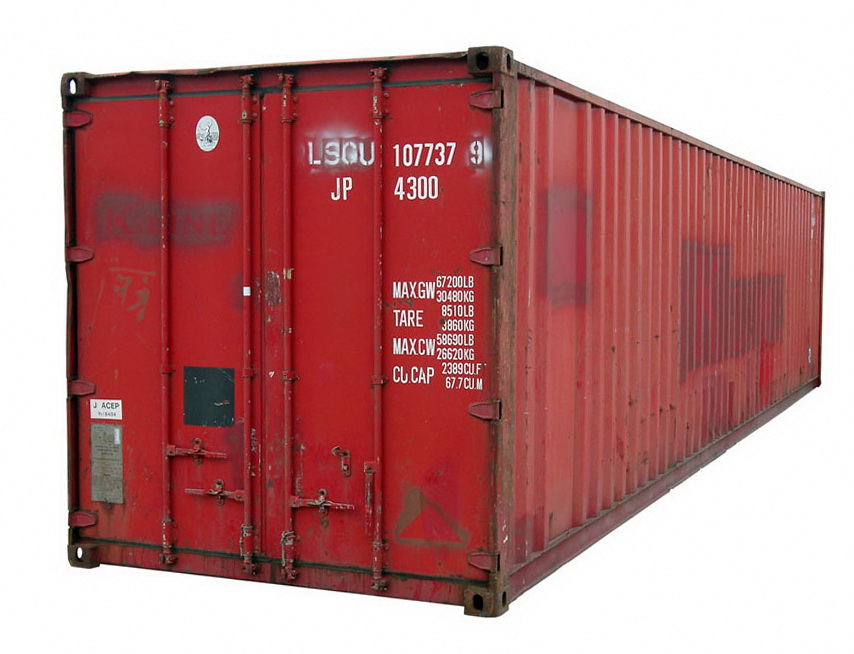
Un contenidor de 40 peus (12,19 metres) de llarg. Cada una de les vuit cantonades té un encaix estàndard (twist-lock) que serveix alhora per apilar, enganxar i tibar.

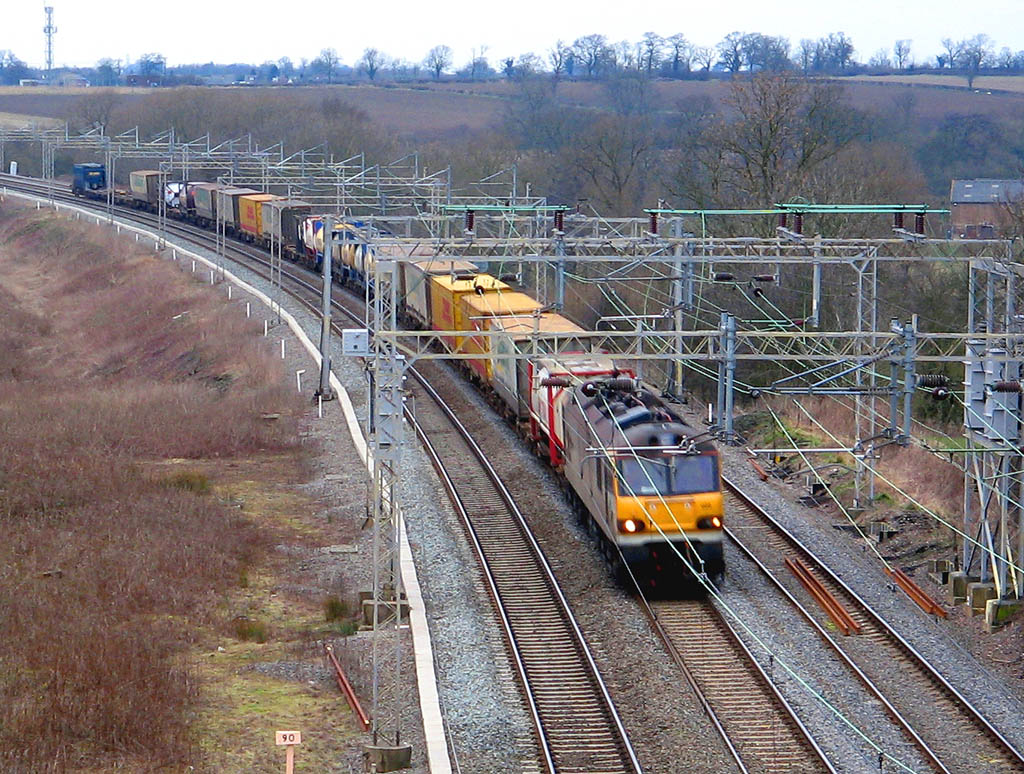
Un tren amb una càrrega de contenidors al Regne Unit.

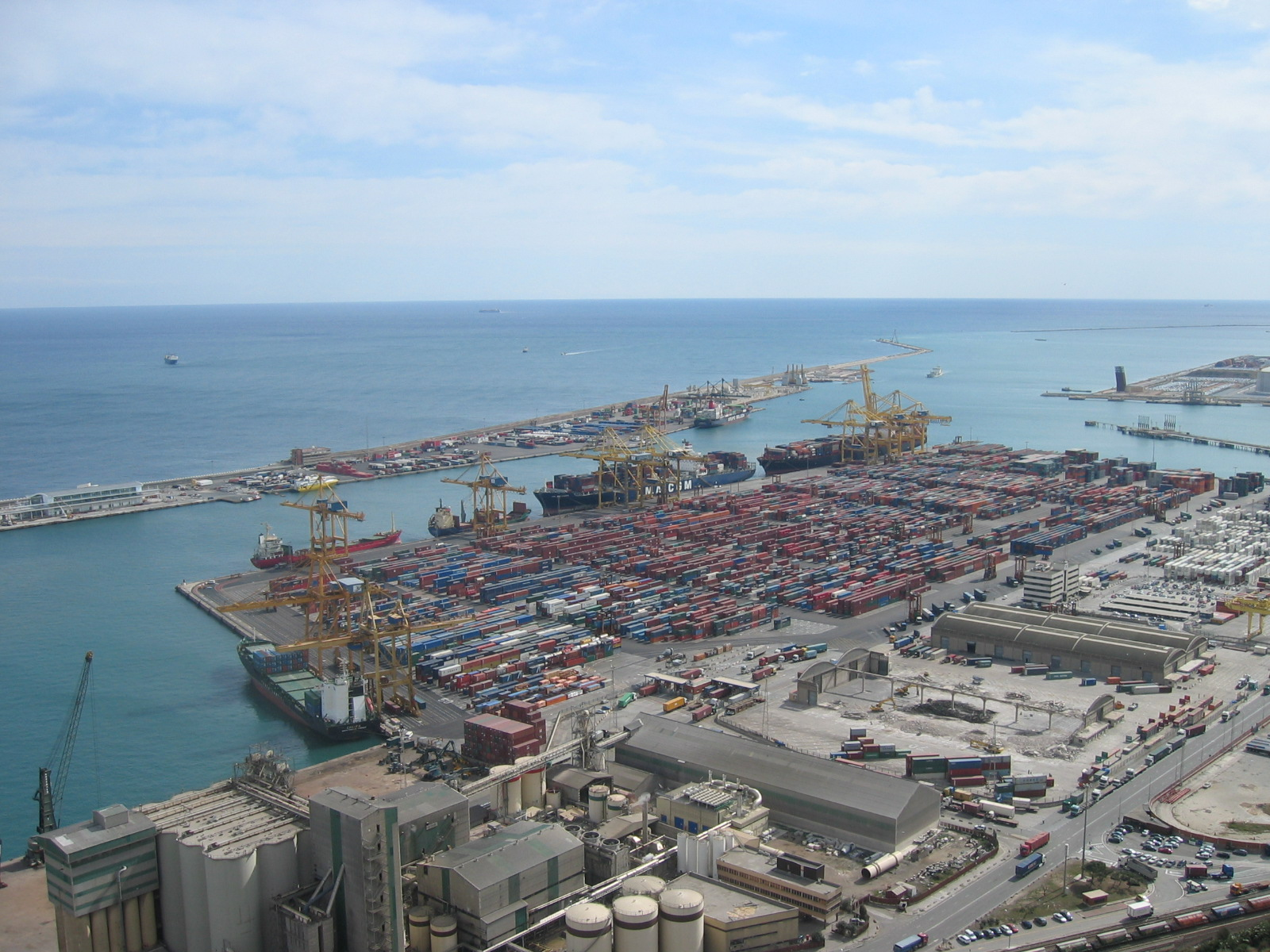
Moll de contenidors al Port de Barcelona.

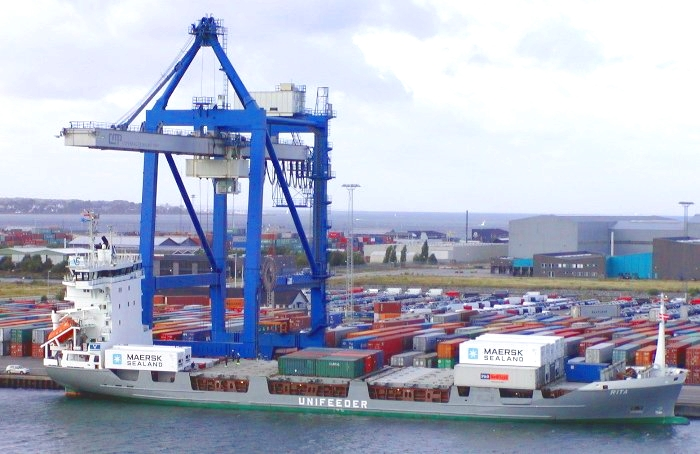
Un vaixell portacontenidors mentre és carregat amb una grua al port de Copenhaguen.

El contenidor és un envàs terciari d'acer utilitzat per al transport intermodal però no és nomes una estructura metàl·lica i estandarditzada, sinó que és un esencial molt necessari en el transport de mercaderies modernes. Amb les seves dimensions i formes precisament regulades, aquest tipus de contenidor ha permès optimitzar la mobilitat de productes arreu del món facilitant un flux més àgil i segur entre vaixells, trens, camions, i diferents modes de transport. Així, podem dir que el contenidor ha revolucionat la logística mundial, permetent que les mercaderies canvïn de vehicle sense necessitat de carregar-les i descarregar-les a cada moment, cosa que ha esdevingut una solució d'importància gairebé insuperable.

## Importància del contenidor
Des de que van aparèixer, els contenidors han estat un factor decisiu pel creixement del comerç internacional. Amb aquests cubs d'acer la logística ha esdevingut més barata, més ràpida i més segura. Gràcies a això , avui en dia, tenim cadenes de subministrament que connecten continents, permetent, produir, processar i distribuir béns que fa tan sols unes dècades hauria semblat impossible. La globalització moderna li deu molt a aquest invent, que ha permès la creació d'un sistema logístic altament integrat.
El contenidor intermodal, simbolitza un món connectat, on l'eficiència en el transport és la clau del desenvolupament econòmic. Aquesta senzilla però poderosa innovació ha facilitat l'intercanvi global, com pocs altres elements, ajudant a reduir costos i simplificant processos que abans requerien temps i recursos.

## Història del contenidor i la figura de Malcolm McLean
La història del contenidor ens porta als anys 1950, on apareix una figura clau, Malcolm McLean, un empresari amb visió de futur de Carolina del Nord. En aquell moment, carregar i descarregar mercaderies als ports era un procés llarg i molt car, que podia estendre’s durant dies i requeria molta mà d'obra. McLean, es va adonar que si les mercaderies es col·locaven dins d’un envàs gran i estandarditzat, es podrien moure amb molta més agilitat i habilitat. En comptes de manipular cada producte individualment, aquest gran contenidor només s'hauria de manipular en el punt final de la destinació. Això suposaria un gran estalvi de temps i costos.
Amb aquesta idea al cap, McLean va decidir adaptar dos vaixells petroliers per fer-los aptes per al transport de contenidors. Així, el 26 d’abril de 1956, el vaixell Ideal X va salpar amb contenidors en el seu primer viatge des de Newark, Nova Jersey, fins a Houston, Texas. Aquest moment és considerat com l'inici de la “revolució de la contenidorització.” Uns anys després, el vaixell Fairland es convertiria en el primer vaixell portacontenidors a creuar l’Atlàntic, arribant a Europa el 6 de maig de 1966. Aquest esdeveniment va consolidar l’ús del contenidor com a mètode de transport general i va impulsar els ports de tot el món a reestructurar-se per adaptar-se a aquesta nova modalitat de trasllat.
Aquest avenç no només va agilitzar el transport de mercaderies, sinó que també va canviar completament el comerç global, creant una xarxa de subministrament internacional més ràpida i integrada.

### Impacte dels treballadors i la indústria
La introducció del contenidor va marcar un abans i un després en la indústria del transport marítim i la logística als ports, desencadenant canvis profunds en les condicions laborals dels treballadors del port. Abans de l’arribada dels contenidors, el procés de càrrega i descàrrega es feia a mà i depenia en gran manera de la força humana dels estibadors, que eren els responsables de carregar i descarregar mercaderies de vaixells i furgonetes. Era un treball extremadament laboriós i pesat però necessari.
Amb la popularització del transport per contenidor, molts d’aquests llocs de treball van desaparèixer, ja que les grues i altres màquines van prendre el relleu en la manipulació dels contenidors estandarditzats. Això va desencadenar un procés intens de reestructuració laboral i tecnològica, on es van substituir llocs de treball tradicionals per noves posicions més tècniques. Ara, en comptes de carregar a mà caixes de mercaderies, els treballadors havien de convertir-se en operadors de grues i especialistes en manteniment de maquinària pesada.
Aquest canvi no va ser ben rebut per tothom. Un dels conflictes laborals més memorables es va produir el 1971, quan l’International Longshoremen’s Association (ILA) dels Estats Units va negociar una clàusula per preservar els llocs de treball. Malgrat aquests esforços, molts estibadors van acabar perdent les seves feines, i la indústria va entrar en una nova etapa on la formació tècnica es va convertir en un requisit indispensable per poder accedir a les noves oportunitats de treball. La innovació pot transformar completament un sector, i no sempre de manera positiva per a tots els involucrats.

### Impacte en l'escassetat de subministrament
La crisi de la cadena de subministrament global de 2020-2021 va revelar una de les debilitats estructurals del sistema de contenidors. Amb l'inici de la pandèmia de la COVID-19, els colls d'ampolla es van agreujar als ports més grans, com els de la costa oest dels Estats Units i altres ports asiàtics i europeus, on es va produir una acumulació de contenidors sense precedents. Els desajustaments entre l’oferta i la demanda de contenidors, sumats a la manca de personal disponible per descarregar els vaixells, van provocar que els contenidors quedessin bloquejats durant setmanes o mesos.
Aquest caos logístic va afectar des de la indústria manufacturera fins a la distribució minorista, deixant entreveure la fragilitat de les cadenes de subministrament globals, altament dependents de la capacitat operativa de cada baula de la xarxa logística. Aquesta crisi ha impulsat un debat sobre la necessitat de millorar la resiliència del sistema i de promoure sistemes logístics descentralitzats per evitar la dependència d’uns pocs ports a nivell mundial.
Marc Levinson, autor de Outside the Box: How Globalization Changed from Moving Stuff to Spreading Ideas i The Box: How the Shipping Container Made the World Plus Smaller and the World Economy Bigger, va assenyalar a una entrevista:
A causa dels retards en el procés, un contenidor triga més a anar des del seu origen fins a la seva destinació final on es descarrega, de manera que el contenidor s'utilitza més temps per a cada viatge. Acabeu de perdre una gran part de la capacitat total perquè els contenidors no es poden utilitzar de manera tan intensa.

Als Estats Units hem tingut un problema addicional, que és que les línies de vaixells solen cobrar tarifes molt més elevades als serveis d'Àsia a Amèrica del Nord que d'Amèrica del Nord a Àsia. Això ha donat lloc a queixes, per exemple, d'agricultors i empreses agrícoles, que és difícil aconseguir contenidors en algunes parts del país perquè les línies de vaixells volen enviar-los buits a Àsia, en lloc de deixar-los anar a Dakota del Sud i carregar-los al llarg de diversos dies. Així que hem tingut exportadors als Estats Units que es queixen que els costa trobar un contenidor que puguin utilitzar per enviar les seves pròpies mercaderies a l'estranger.

## Tipus de contenidors i innovacions tecnològiques
Els contenidors han canviat molt al llarg dels anys, adaptant-se a les diverses necessitats logístiques i als requeriments específics de les mercaderies que traslladen. Avui dia, tenim un munt de tipus de contenidors, cadascun dissenyat per a una funció concreta. Els més típics són els contenidors estàndard, que s'utilitzen per a càrregues generals, però, si busquem més capacitat, hi ha els High Cube, que tenen una alçada superior.
Els contenidors refrigerats, són realment indispensables per al transport d’aliments i altres productes peribles que necessiten mantenir-se a una temperatura específica. També hi ha els contenidors de cisterna, perfectes per als líquids, i els contenidors de plataforma, que són ideals per a càrregues que no encaixen en les formes típiques. Aquesta diversificació ens mostra com el comerç ha de respondre a les necessitats recents.
En les últimes dècades, hem vist com la tecnologia ha revolucionat la gestió i la seguretat dels contenidors. Ara, gràcies al GPS, podem saber on es troben en temps real, cosa que ens fa sentir més segurs i organitzats. I amb la tecnologia de l’Internet de les Coses (IoT), podem recollir informació sobre la temperatura, la humitat i altres condicions ambientals dins del contenidor, això arriba a tenir molta importància per a productes sensibles. Aquestes innovacions no només ajuden a minimitzar el malbaratament, sinó que també són fonamentals per gestionar els riscos logístics, garantint que les mercaderies arribin en condicions excel·lents. El món del transport està canviant i millorant constantment

## Repercussions
Això ha permès disminuir molt els costos del transport a llarga distància, els contenidors han transformat profundament el comerç internacional i la globalització. Aquests han permès reduir els costos de transport a llarga distància, fent possible el moviment massiu de mercaderies en vaixells cada cop més grans i en ports cada vegada més automatitzats. Això ha facilitat que una ampolla de vi xilena pugui arribar a Europa amb un cost similar al transport local, transformant completament la dinàmica comercial.
A més, el desenvolupament de contenidors especialitzats, com els refrigerats o els cisternes, ha ampliat el rang de mercaderies transportades, incloent-hi aliments frescos i líquids. Al voltant del 90% de la càrrega mundial no a granel, com productes manufacturats i béns de consum, és transportada avui en contenidors mitjançant rutes marítimes. Aquest sistema ha accelerat el procés de càrrega, descàrrega i transport, i ha establert un flux logístic més eficient a través de diverses fronteres.
Després de la recessió del 2009, que va provocar una caiguda significativa en el trànsit de contenidors, el 2010 va registrar una ràpida recuperació, amb xifres que van superar les del 2008. Aquest creixement s'ha concentrat especialment a la Xina

## Mides estandarditzades
Els contenidors intermodals estan regulats per estàndards internacionals establerts per l'Organització Internacional per a la Normalització (ISO), que fixen dimensions específiques per garantir la compatibilitat entre diferents mitjans de transport. Els contenidors més comuns són els de 20 i 40 peus de longitud, amb una amplada de 8 peus i una alçada de 8.6 peus, i la seva capacitat es mesura en unitats equivalents a 20 peus. Els contenidors de 40 peus són els més habituals, ja que tenen el doble de capacitat que els de 20 peus.
Per als productes que requereixen una capacitat extra, com els mobles o les matèries primeres voluminoses, s'utilitzen contenidors de tipus High Cube, amb una alçada de 9.6 peus. Els contenidors especialitzats, com els refrigerats o de cisterna, també estan dissenyats per cobrir necessitats específiques de mercaderies, garantint-ne la seguretat i l’estabilitat durant el transport.
Pesos i dimensions dels contenidors estàndards més habituals:
|                      |                   | contenidor de 20 peus | contenidor de 20 peus | contenidor de 40 peus | contenidor de 40 peus | contenidor de 40 peus "Hige-Cube" | contenidor de 40 peus "Hige-Cube" | contenidor de 45 peus "Hige-Cube" | contenidor de 45 peus "Hige-Cube" |
| sistema imperial     | sistema mètric    | imperial              | mètric                | imperial              | mètric                | imperial                          | mètric                            |                                   |                                   |
| dimensions externes  | llargada          | 20′ 0″                | 6,058 m               | 40′ 0″                | 12,192 m              | 40′ 0″                            | 12,192 m                          | 45′ 0″                            | 13,716 m                          |
| dimensions externes  | amplada           | 8′ 0″                 | 2,438 m               | 8′ 0″                 | 2,438 m               | 8′ 0″                             | 2,438 m                           | 8′ 0″                             | 2,438 m                           |
| dimensions externes  | alçada            | 8′ 6″                 | 2,591 m               | 8′ 6″                 | 2,591 m               | 9′ 6″                             | 2,896 m                           | 9′ 6″                             | 2,896 m                           |
| dimensions interiors | llargada          | 18′ 8 13⁄16″          | 5,710 m               | 39′ 5 45⁄64″          | 12,032 m              | 39′ 4″                            | 12,000 m                          | 44′ 4″                            | 13,556 m                          |
| dimensions interiors | amplada           | 7′ 8 19⁄32″           | 2,352 m               | 7′ 8 19⁄32″           | 2,352 m               | 7′ 7″                             | 2,311 m                           | 7′ 8 19⁄32″                       | 2,352 m                           |
| dimensions interiors | alçada            | 7′ 9 57⁄64″           | 2,385 m               | 7′ 9 57⁄64″           | 2,385 m               | 8′ 9″                             | 2,650 m                           | 8′ 9 15⁄16″                       | 2,698 m                           |
| mida de les portes   | amplada           | 7′ 8 ⅛″               | 2,343 m               | 7′ 8 ⅛″               | 2,343 m               | 7′ 6"                             | 2,280 m                           | 7′ 8 ⅛″                           | 2,343 m                           |
| mida de les portes   | alçada            | 7′ 5 ¾″               | 2,280 m               | 7′ 5 ¾″               | 2,280 m               | 8′ 5″                             | 2,560 m                           | 8′ 5 49⁄64″                       | 2,585 m                           |
| volum interior       | volum interior    | 1,169 ft³             | 33,1 m³               | 2.385 ft³             | 67,5 m³               | 2,660 ft³                         | 75,3 m³                           | 3.040 ft³                         | 86,1 m³                           |
| maximum pes màxim    | maximum pes màxim | 66,139 lb             | 30.400 kg             | 66.139 lb             | 30.400 kg             | 68,008 lb                         | 30.848 kg                         | 66.139 lb                         | 30.400 kg                         |
| pes en buit          | pes en buit       | 4,850 lb              | 2.200 kg              | 8.380 lb              | 3.800 kg              | 8,598 lb                          | 3.900 kg                          | 10.580 lb                         | 4.800 kg                          |
| càrrega màxima       | càrrega màxima    | 61,289 lb             | 28.200 kg             | 57.759 lb             | 26.600 kg             | 58,598 lb                         | 26.580 kg                         | 55.559 lb                         | 25.000 kg                         |

## Logística i transport
La logística i transport de contenidors són aspectes crucials per a la cadena de subministrament de materies arreu del món. A continuació es mostra les diferents fases i processos, en primer lloc de la seva logística, i en segon lloc del seu transport.
La logística dels contenidors estan sotmesos a 4 fases: emmagatzematge i preparació, on les càrregues són emmagatzemades en àrees de contenidors, les mercaderies són agrupades, etiquetades i empaquetades. La gestió de la informació, on els sistemes de gestió informàtica coordinen els moviments dels contenidors, donant informació a temps real sobre l'estat i la ubicació de cada contenidors. La càrrega i descàrrega dels vaixells, els contenidors són carregats als vaixells amb l'ajuda de grues especialitzades en les terminals portuàries, i finalment el transport intermodal, que s'encarrega de portar els contenidors, un cop ja descarregats dels vaixells, fins als trens o camions per continuar la seva ruta cap a les destinacions que els pertoca.
Per altra banda, el procés de transport de contenidors consta de 5 fases: el transport marítim, que es tracta de la fase principal del moviment de contenidors a escala global, el transport terrestre, els contenidors es mouen per carretera o ferrocarril, un cop descarregats dels vaixells, cap a les destinacions de terra endins, seguiment i rastreig, es fa un seguiment mitjançant sistemes de rastreig GPS i tecnologies de la informació, la qual cosa permeten el seguiment constant dels contenidors, despatx de duana i compliance, on les empreses que s'encarreguen de la logística asseguren el despatx aduaner correcte i la conformitat amb les lleis i regulacions locals, i finalment l'entrega final, quan els contenidors es descarreguen al seu destí, ja sigui en un magatzem o una instal·lació de producció.